# Nässjö IF
Nässjö IF er en idrætsforening fra Nässjö, Sverige. Klubben blev grundlagt i 1899, og vandt i 1949 det svenske mesterskab i bandy for herrer.